# クアドリ・アルナ
クアドリ・アルナ（Quadri Aruna、1988年8月9日 - ）は、ナイジェリア、オヨ出身の卓球選手。ロンドンオリンピック、リオデジャネイロオリンピック 東京オリンピックに出場。
2014年にITTFスターアワードを受賞した。

## 経歴
ストリートで7歳から卓球を始めた。
2014年のワールドカップでは、松平健太、アレクサンダー・シバエフ、唐鵬などの世界ランク上位の選手を次々と撃破し準々決勝に進出。ロンドンオリンピック金メダリストの張継科には敗れたものの2セットを取るなどの活躍により同年のITTFスターアワードを受賞した。また、2014年11月には世界ランクも30位にまで上昇した。
2016年のリオデジャネイロオリンピックでは荘智淵、ティモ・ボルらを破りベスト8に進出した。
2019年のナイジェリアオープン卓球選手権（Nigeria Open Table Tennis Championship）では、優勝した。
この大会では、オーストリアのロベルト・ガルドスを破り、2年連続で王者となった。。
現在はポルトガルのスポルティングCPでプレーしている。
2020年、ドイツのブンデスリーガに参入、TTCフルダ・マーバツェルと契約した。

## プレースタイル
独特のスイングから放たれる力強いフォアハンドドライブと強靭なフットワークが武器である。

## 成績

### 主な大会
- 2016年
  - リオデジャネイロオリンピック 男子シングルス ベスト8

### 世界ランキング
|        | 1月 | 2月 | 3月 | 4月 | 5月 | 6月 | 7月 | 8月 | 9月 | 10月 | 11月 | 12月 |
| ------ | --- | --- | --- | --- | --- | --- | --- | --- | --- | ---- | ---- | ---- |
| 2013年 | 210 | 196 | 202 | 201 | 201 | 210 | 215 | 206 | 213 | 219  | 221  | 230  |
| 2014年 | 231 | 237 | 201 | 180 | 155 | 158 | 126 | 111 | 73  | 73   | 30   | 31   |
| 2015年 | 30  | 32  | 31  | 38  | 44  | 45  | 60  | 56  | 43  | 45   | 50   | 50   |
| 2016年 | 48  | 37  | 30  | 29  | 32  | 37  | 38  | 40  | 25  | 25   | 25   | 25   |
| 2017年 | 25  | 26  | 36  | 35  | 37  | 35  | 29  | 29  | 33  | 36   | 27   | 21   |
| 2018年 | 20  | 22  | 22  | 26  | 22  | 22  | 20  | 18  | 22  | 21   | 23   | 26   |
| 2019年 | 26  | 25  | 25  | 23  | 23  | 23  | 21  | 22  | 19  | 19   | 20   |      |